# Hélène Couvert
Hélène Couvert est une pianiste française, née le 30 décembre 1970.

## Biographie
Elle a étudié au Conservatoire de Paris. En 1991, elle obtient deux premiers prix à l'unanimité et entreprend un cycle de perfectionnement, tout en suivant les conseils de Jacques Rouvier et Marie-Françoise Bucquet.
En 2000, après avoir été invitée à  La Folle Journée  de Lisbonne consacrée à Bach, elle fait ses débuts au Festival de Piano de La Roque d'Anthéron où elle est depuis invitée chaque année.
Hélène Couvert s'est également produite aux Pays-Bas, en Allemagne ou encore en Espagne : elle a assuré la création espagnole du Cycle de l'eau d'Ahmed Essyad, à Valence, sous la direction du compositeur.
Remarquée et soutenue par Leon Fleisher, Hélène Couvert est l'une des rares pianistes à être invitée en résidence à la prestigieuse Fondation internationale de piano Théo Lieven au Lac de Côme, où elle a pu bénéficier des conseils des plus grands maîtres : Leon Fleisher, Andreas Staier, Dimitri Bashkirov.
Ses enregistrements aux côtés de Juliette Hurel, flûtiste, et d'Henri Demarquette, violoncelliste, ont reçu un accueil aussi chaleureux qu'unanime.
Elle est professeur de piano au conservatoire de Courbevoie.